# Thouars
Thouars je francouzská obec, která se nachází v departementu Deux-Sèvres v západní Francii. I přes existující důkazy o osídlení obce před 5 000 lety se v historických záznamech objevuje až v 7. století. Obec má rozlohu 12,09 km² a má 9 622 obyvatel (2011). Součástí obce je i hrad, který byl postaven v 17. století. Obec je také rodištěm známého francouzského herce Jeana-Hugues Angladea, narozeného v roce 1955.